# Parque Tecnológico de Valencia
El Parque Tecnológico de Valencia, el denominado como València Parc Tecnològic, surgió de la iniciativa del Instituto de la Pequeña y Mediana Industria de la Generalidad Valenciana (IMPIVA), ahora denominado Instituto Valenciano de Competitividad Empresarial (IVACE), al final de los años 80, con el fin de poder alojar industrias de alta tecnología, centros de investigación, de formación y de desarrollo, entes públicos (TVE), entre otros.
Se encuentra en el término municipal de Paterna (Valencia), junto a la Ciudad Deportiva de Paterna del Valencia C. F. , tiene una extensión de 104 hectáreas, albergando unas 260 parcelas.